# フリードリヒ・ケトラー
フリードリヒ・ケトラー（Friedrich Kettler, 1569年11月25日 - 1642年8月17日）は、クールラント・ゼムガレン公（在位：1587年 - 1642年）。

## 生涯
クールラント公ゴットハルト・ケトラーとその妻でメクレンブルク公アルブレヒト7世の娘であるアンナの間の長男として生まれた。父の死後、未成年の弟ヴィルヘルムが成人する1595年まで公国を単独で統治した。1595年、フリードリヒは弟に下級裁判権と宮廷の主人たる資格を与え、ヴィルヘルムをゴルディンゲンを居城とする公国の西半クールラント地域の公とし、自身は公国の東半ゼムガレン地域を統治する公となり、ミタウを居城とした。
1615年、ヴィルヘルムが公爵兄弟と公国内の騎士身分との取次ぎ役を務めていたノルデという貴族を殺害すると、翌1616年に2人の公爵による封建領主体制は崩壊した。この事件に直接責任のないフリードリヒはゼムガレンの統治者の地位を保持し、1618年には弟ヴィルヘルムが公爵位を追われたクールラントの統治者をも兼ねることになった。フリードリヒはその死まで公爵としての影響力を保ち続け、自分の君主権を制限しようとする騎士身分による立憲政治導入の全ての試みを阻止した。
1600年、ポンメルン＝ヴォルガスト公エルンスト・ルートヴィヒの娘エリーザベト・マグダレーナを妻に迎えたが、間に子供は無かった。後継者として廃位されていて指名できない弟ヴィルヘルムの代わりに、ヴィルヘルムの一人息子ヤーコプを選んだ。フリードリヒの治世中、スウェーデン・ポーランド戦争が長期にわたって続くなかで、軍事的に弱小な公国は中立を保ち続けた。